# Kaltwalzen

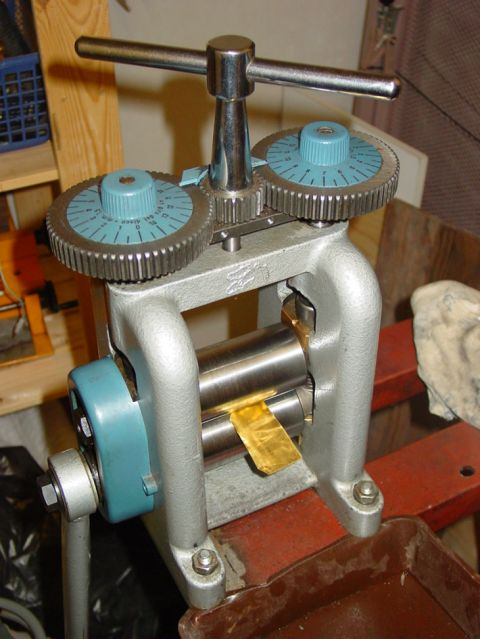
Handwalze, die zum Kaltwalzen von z. B. diesem Messingblech verwendet wird

Kaltwalzen ist das Walzen von Metallen, dem Walzgut, unterhalb ihrer Rekristallisationstemperatur zwischen zwei oder mehr rotierenden Werkzeugen, den Walzen. Kaltwalzen findet meist bei Raumtemperatur statt, also ohne vorheriges Anwärmen. Es zählt zur Kaltumformung.

## Anwendung
Kaltwalzen ist weit verbreitet bei der Dickenreduktion von Blechen, sowohl in der Industrie als auch im Kunsthandwerk (s. Bild).
Im Industriemaßstab werden die kalt zu walzenden Materialien häufig als Coils (engl. für „Rolle“ bzw. „Spule“) angeliefert, die zuvor mittels Warmwalzverfahren zu Warmbreitband oder Mittelband dickenreduziert worden sind.
Aluminium erreicht nach diesem Verfahren Enddicken von 4–0,0065 mm, dazu muss unter Umständen zwischengeglüht werden, um die Kaltverfestigung des Metalls zu beseitigen. Aus Stahl wird Kaltband mit einer Dicke von 3 bis 0,25 mm hergestellt. Weißblech, Feinst- und Elektroblech werden bis zu 0,1 mm dünn gewalzt.

## Vorbereitung

### Einlegen des Materials
Das zu walzende Band (Coil) wird in eine Abspul-Haspel (Payoff-Reel) eingelegt und in das Walzwerk eingeführt. Den Bandanfang nimmt dann am Streckenende eine Spann-Haspel (Tension-Reel) auf. Da häufig im Reversierbetrieb gearbeitet wird (das Band fährt in beiden Richtungen durch die Anlage), ist auf der Seite der Abspul-Haspel häufig eine zweite Spann-Haspel vorhanden.

### Beizen, Entzundern
Das Vormaterial, wie oben dargestellt meist Warmband, muss noch von Zunder und Rost befreit werden. Dies geschieht dann beim Streckbiegen und Beizen.
Während beim Streckbiegen das Vormaterial unter großem Zug um sehr enge Radien geführt wird, um die grobe Zunderschicht zu brechen, werden feine Verunreinigungen der Bandoberfläche beim Beizen unter Zuhilfenahme von Säure entfernt und das Material danach der Walzanlage zugeführt. Das Beizen findet in mehreren Becken statt, die das Band durchläuft, danach wird die Säure vom Band gewaschen, um eine weitere Korrosion zu vermeiden.

## Walzgerüste

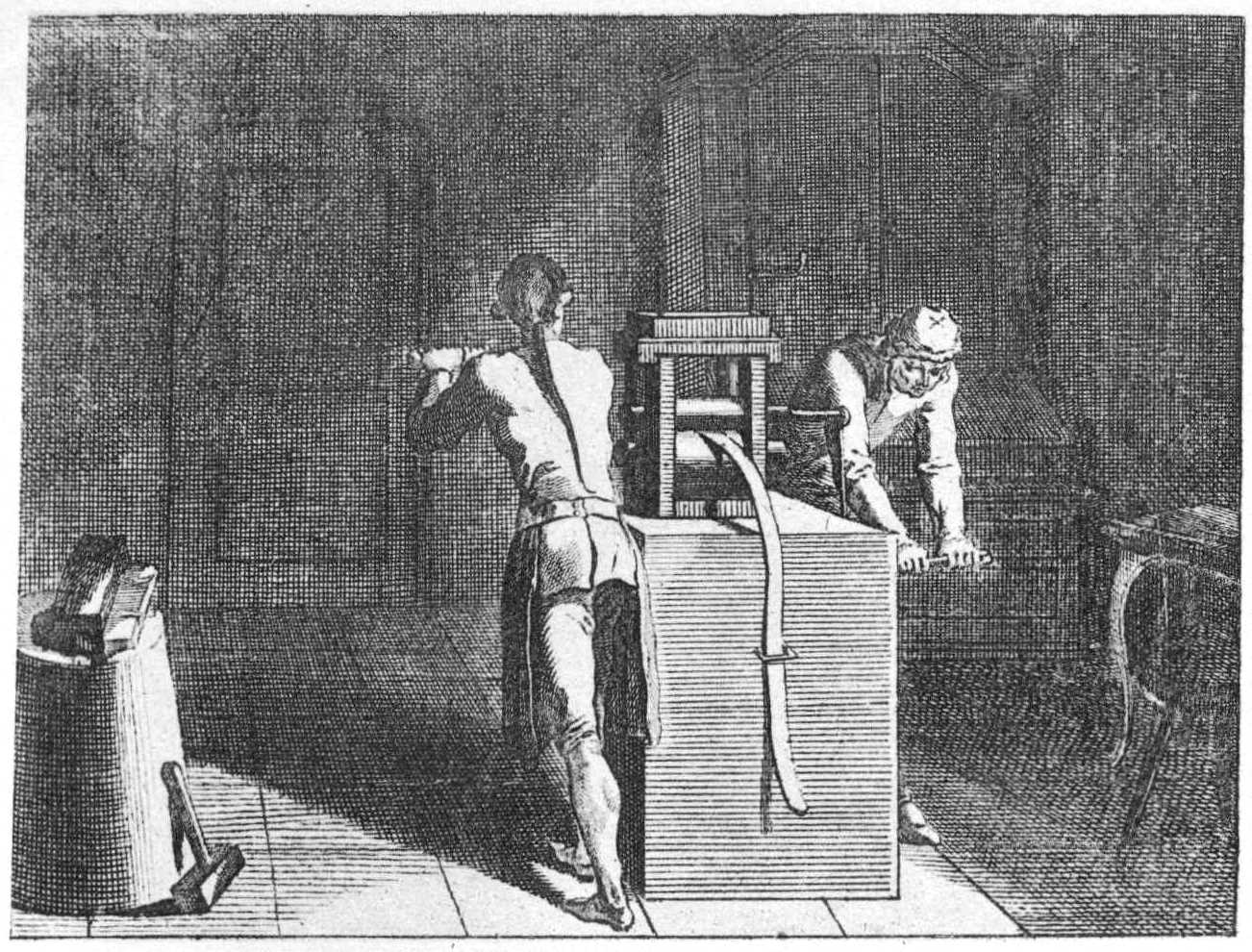
Blechproduktion im 18. Jahrhundert

### Einfache Walzmethode
Der eigentliche Walzvorgang findet in Walzgerüsten statt. Art und Anzahl der Gerüste können sich von Werk zu Werk unterscheiden, da jedes Walzwerk auf spezielle Sollwerte für Enddicke, Produktart und Bearbeitungsart ausgelegt wird.
Unterschieden werden vier Gerüstarten:
Gerüst mit zwei Walzen
Das Gerüst verfügt über zwei große Arbeitswalzen, zwischen denen das Band gewalzt wird. Diese Gerüstart wird meist für Nichteisenmetalle verwendet.
Gerüst mit vier Walzen
Das Gerüst verfügt über zwei mittlere Arbeitswalzen, die senkrecht von zwei großen Stützwalzen eingeschlossen werden. Die Stützwalzen stabilisieren die Arbeitswalzen, erlauben eine höhere Abnahme pro Banddurchlauf (Stich) und sorgen somit für eine höhere Produktivität.
Gerüst mit sechs Walzen
Das Gerüst verfügt über zwei kleine Arbeitswalzen, die von zwei mittelgroßen Zwischenwalzen und zwei großen Stützwalzen eingeschlossen werden. Wie beim Vier-Walzen-Gerüst sorgt diese Konstellation für eine höhere Leistung und Stabilität. Mit der Verringerung der Arbeitswalzengröße geht eine Verringerung der Betriebskosten einher, da die Arbeitswalzen schneller verschleißen als Zwischen- oder Stützwalzen und daher häufig gewechselt werden müssen. Die kleineren Walzen sind einfacher zu handhaben, billiger zu ersetzen und schneller nachzuarbeiten.
Vielwalzen-Gerüst
Diese Gerüstart ist eine Besonderheit, da hier viele Walzen unterschiedlicher Größen (meist 18 oder mehr Walzen) symmetrisch in zwei Keilen angeordnet sind. Dabei stellen die zwei Arbeitswalzen die Spitze der Keile dar, die jeweils senkrecht auf das Band gerichtet sind. Solche Vielwalzengerüste sind in der Lage, sehr hohe Abnahmewerte zu erreichen und/oder dabei sehr genaue Bandtoleranzen einzuhalten. Sie werden meistens für Edelstähle, besonders nichtrostende Stähle, eingesetzt. Die bekannteste Bauart eines Vielwalzen-Gerüstes ist das Sendzimir-Gerüst mit 20 Walzen.

### Gekoppelte Walzgerüste
Häufig wird in großen Anlagen das Grobblech kontinuierlich, also nicht reversierend, gewalzt. Da ein erneutes Zuführen zur Walze nicht möglich ist, die Dickenabnahme jedoch nicht in einem Stich erfolgen kann, werden gekoppelte Walzgerüste eingesetzt. Diese stehen hintereinander, das Blech wird von Gerüst zu Gerüst dünner, die Walzgeschwindigkeiten nehmen dabei stetig zu (siehe Gesetz der Volumenkonstanz).

## Geschichte

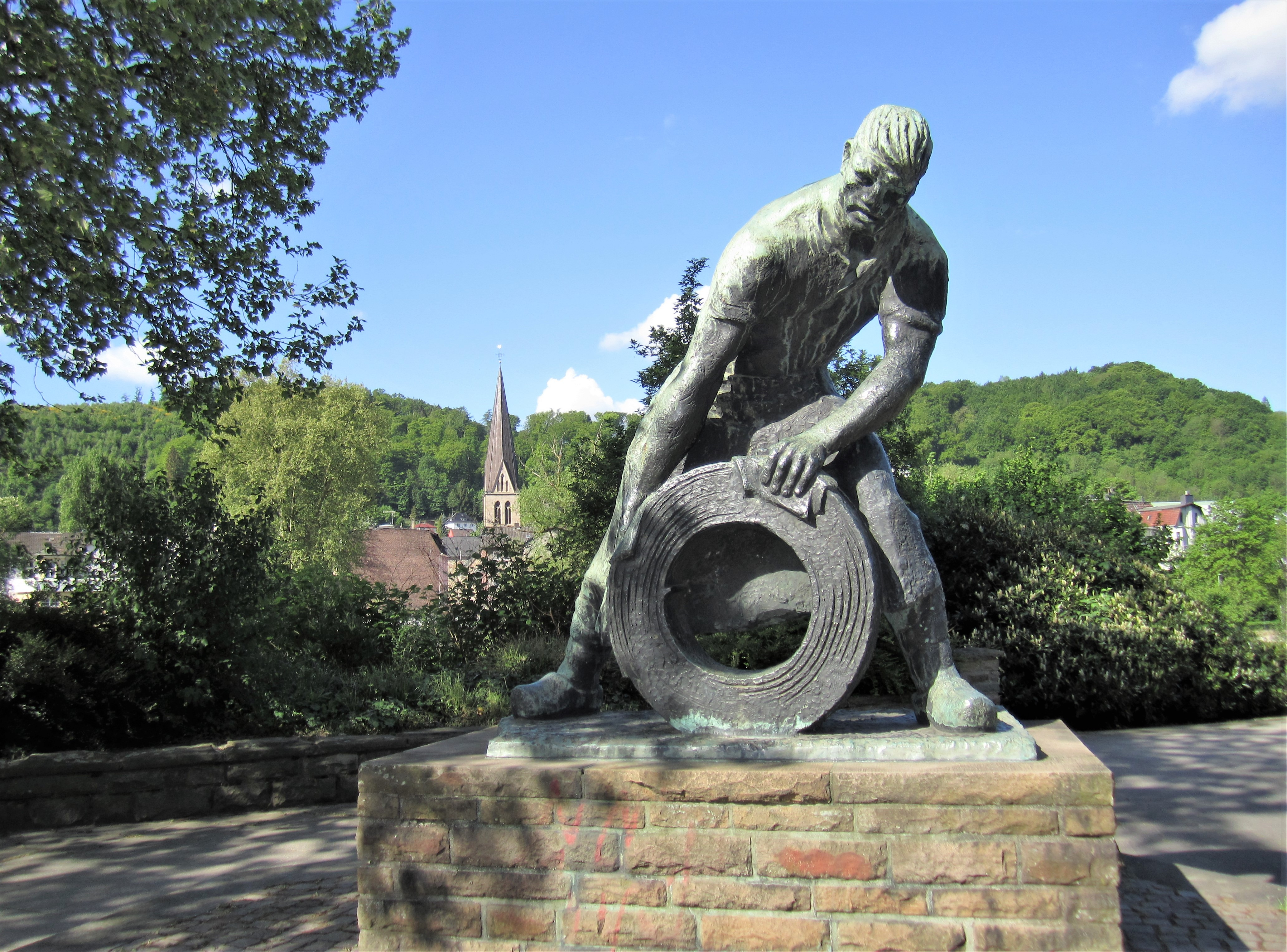
Skulptur Kaltwalzer an der Stennertbrücke in Hohenlimburg

Kaltgewalzte Feinstbleche gibt es seit Ende des 17. Jahrhunderts. In England wurde seit etwa 1810 Weißblech kaltgewalzt. In Deutschland wurde die Kaltwalztechnik, die den Grundstoff für viele Produkte lieferte, um 1830 mechanisiert: der Drahtzieher Johann Peter Hüsecken aus Limburg a. d. Lenne produzierte damals mit den wassergetriebenen Hammerwerken im Hohenlimburger Nahmertal und mit geschliffenen und gehärteten Stahlwalzen von Alfred Krupp Bandstahl z. B. für Reifröcke. Noch heute werden ca. 70 Prozent der deutschen Kaltwalzerzeugnisse im Raum Hohenlimburg hergestellt. 
Seit den 1860er Jahren war das Kaltwalzen mit dem System hintereinander angeordneter Walzgerüste mit unterschiedlicher Walzgeschwindigkeit in England verbreitet. Der Wasserantrieb wurde bis zu dieser Zeit durch Dampfmaschinen und im 20. Jahrhundert durch elektrische Antriebe ersetzt, die das Umsteuern von Blechtafeln erleichterten.
Seit den 1960er Jahren gewinnt das Kaltwalzen von Aluminium z. B. für die Flugzeugindustrie immer größere Bedeutung. Im selben Jahrzehnt begann auch die Automatisierung des kontinuierlichen Kaltwalzens. Die digitale Technik erlaubt heute die Optimierung auch extrem dünner Walzprofile.
Das Deutsche Kaltwalzmuseum hatte seinen Standort von 1988 bis 2017 im Schloss Hohenlimburg. Im April 2024 war Neueröffnung des Museums in einem größeren neuerbauten Gebäude im Westfälischen Freilichtmuseum Hagen.